# Zelena katedrala
Zelena katedrala u Donjem Prološcu je vjerska građevina, koja ima oblik netipične otvorene bazilike. Objektom dominira veliki kameni oltar, a u okolnom prostoru prevladavaju stara stoljetna stabla, pod čiju se hladovinu sklanjaju mnogobrojni vjernici iz Imotske krajine i okolice za vrijeme velikog ljetnog blagdana Velike Gospe, kada se na ovom mjestu tradicionalno slavi i svečana sveta misa.
Uz katedralu teče rijeka Vrljika.